# Mehmet Tarhan
Mehmet Tarhan (nacido en 1978) fue encarcelado por negarse a realizar el servicio militar en Turquía, haciéndose objetor de conciencia. Tarhan fue condenado a cuatro años de cárcel por desobediencia tras negarse a llevar uniforme militar, una sentencia que es la más larga impuesta por ese motivo en Turquía. Fue liberado en marzo de 2006 después de pasar varios meses en prisión.

## Vida
De acuerdo a Tarhan, nació en una familia de campesinos kurdos. 
A los diecisiete trabajaba como funcionario en el gobierno Diyarbakır. Durante esta época trabajó con KAOS GL (un grupo cultural LGBT independiente políticamente) y Lambdaistanbul (una iniciativa LBGT de la sociedad civil). También estuvo envuelto en el movimiento antimilitarista. Tarhan cree que ha sido tanto su identidad étnica como su homosexualidad la que le han llevado a cuestionar el militarismo.

## Objeción de conciencia
Tarhan objetó al servicio militar por primera vez en público en octubre de 2001. En una conferencia de prensa en Ankara dijo «condeno cualquier acto de violencia y creo que unirse o condonar la violencia sólo lleva a más violencia y todos serán responsables por sus consecuencias. Creo que las guerras causadas por los estados hambrientos de poder son primero y principalmente una violación del derecho a la vida. La violación del derecho a la vida es un crimen contra la humanidad y ningún convenio internacional o ley puede justificar este crimen, independientemente de las razones. Por lo tanto declaro que no seré un agente de tal crimen bajo ninguna circunstancia. No serviré a ningún aparato militar.»
En Turquía todos los hombres deber realizar por lo menos 15 meses de servicio militar obligatorio. Bajo la ley turca, no hay posibilidad de objeción de conciencia, a pesar de ser miembro de las Naciones unidas que reconoce la objeción de conciencia como un derecho humano. En enero de 2006, el Tribunal Europeo de Derechos Humanos condenó a Turquía por la violación del artículo 3 de la Convención europea de derechos humanos (prohibición de trato degradante) en un caso relacionado con la objeción de conciencia.
Tarhan podía haber evitado el servicio militar declarando que es homosexual. Sin embargo, el ejército turco considera la homosexualidad como una enfermedad y requiere un examen anal y «evidencia visual» para demostrar el hecho. Tarhan no quería ser clasificado como «enfermo», por lo que procuró ser clasificado como objetor de conciencia.

## Arresto y juicio
Tarhan fue arrestado en abril de 2005 y juzgado el mes siguiente bajo los cargos de insubordinación según el artículo 88 del código penal militar turco. Fue condenado, pero el fiscal militar lo dejó libre declarando que Tarhan había pasado el mismo tiempo en prisión que se le hubiese requerido en el servicio militar en caso de ser condenado.
Sin embargo, tras su liberación, se le ordenó de nuevo realizar el servicio militar. Cuando lo rechazó, fue arrestado de nuevo y juzgado. Fue sentenciado a cuatro años de cárcel, que comenzó a cumplir a finales de 2005.
Fue liberado de forma inesperada en marzo de 2006. Se cree que la liberación es de naturaleza política, debido a la presión internacional y la mala publicidad, ya que no ha sido absuelto y sólo está considerado «en libertad»; puede ser detenido y encarcelado a capricho de las autoridades.
De acuerdo a la hermana de Tarhan, Emine Tarhan, Tarhan ha sido torturado en prisión y ha sido amenazado de muerte por otros reclusos.

## Reacción mundial
Se han realizado protestas a favor de Tarhan en todo el mundo y su encarcelamiento ha atraído la atención de Amnistía Internacional.  El autor y poeta turco Perihan Magden fue juzgado y absuelto por la justicia turca por escribir un artículo en favor de Tarhan y su llamada a la objeción de conciencia.  Durante su tiempo en prisión se le ofreció y aceptó unirse al Jurado de Conciencia del Tribunal Mundial sobre Irak.